# HELLO (Drop'sのアルバム)
HELLO（ハロー）はDrop'sのメジャー2枚目のオリジナルアルバム。2014年7月9日にSTANDING THERE, ROCKS/KING RECORDSから発売された。Drop'sの作品として初めて初回限定盤が製作された。

## 収録曲
1. ハロー
2. コール・ミー
1stシングル
JAPAN COUNTDOWN5月度オープニングテーマ
3. マイ・ロックスター
4. DRY DRIVE
5. アイスクリーム・シアター
6. Stage Dog
7. どしゃ降り
8. ドラキュラ・サマー
9. 真昼のブランコ
10. ためいき
11. 行方
12. 星の恋人
13. かもめのBaby
PVが製作されている。

作詞：中野ミホ(#ALL)
作曲：中野ミホ(#1 - 3, 5 - 13)、荒谷朋美(#4)

## DVD(初回限定盤のみ)
1. 太陽 (Music Video)
2. コール・ミー (Music Video)
3. かもめのBaby (Music Video)
4. STRANGE BIRD (Live)
2014年5月11日に新宿LOFTにて行われたライブ映像
5. トラッシュ・アウト (Live)
2014年5月11日に新宿LOFTにて行われたライブ映像
6. 星の恋人 (Live)
2014年5月11日に新宿LOFTにて行われたライブ映像

| スタブアイコン | サブスタブ | この項目は、まだ閲覧者の調べものの参照としては役立たない、アルバムに関連した書きかけの項目です。この項目を加筆・訂正などしてくださる協力者を求めています（P:音楽/PJ:アルバム）。 |